# Michel Eustache Vilaire
Michel Eustache Vilaire (* 2. März 1945 auf Haiti) ist ein venezolanischer Chordirigent, Musikpädagoge und Komponist.

## Leben
Eustache Vilar begann seine Laufbahn als Dirigent des Chores der Kirche Bautista Central in Caracas. Er studierte Chorleitung bei Alberto Grau, besuchte die Chorschule der „Fundación Schola Cantorum de Caracas“ und das Konservatorium der Orquesta Sinfónica de la Juventud Venezolana Simón Bolívar.
Nach einem Studium an der Universidad Pedagógica Experimental Libertador (UPEL) in Caracas war er von 1977 bis 1987 künstlerischer Direktor des „Movimiento Coral ‚Cantemos‘“ der „Fundación Schola Cantorum“. Daneben wirkte er acht Jahre lang als Professor für Dirigiertechnik und Chorleitung an der Escuela de Canto Coral und unterrichtete Chorgesang bei der Orquesta Sinfónica de la Juventud Venezolana Simón Bolívar. 1982 gab er Seminare bei den „Choralies de Vaison-la Romaine“ in Frankreich, bei „Europa Cantat“ in Belgien und den „XIX. Jornadas de Canto Coral“ in Spanien.
Seit 1989 unterrichtet er Chorleitung und Gesang an der UPEL. Auf Curaçao wirkte er mehrere Jahre als Lehrer für Chorgesang und Juror bei den internationalen Chorfestivals. Er ist Leiter der Grupo Vocal Bach, außerdem des Orfeón Juan Bautista Plaza der UPEL, des Coral de Petróleos de Venezuela und des Chores Corpoven. Er wirkte mit seinen Chören, als Gastdirigent und als Juror in Lateinamerika, den USA und Europa.
Eustache Vilar komponierte Psalmen, Motetten, Madrigale und Chorgesänge. Er ist auch – als Gewinner eines Kompositionswettbewerbes – Komponist der Hymne des Ministerio Público von Venezuela.